# Kaple Saint-Michel-du-Palais
Kaple Saint-Michel-du-Palais (fr. Chapelle Saint-Michel-du-Palais) byla katolická kaple v Paříži. Nacházela se na ostrově Cité, kde byla součástí Justičního paláce. Kaple byla zbořena v roce 1784.

## Historie
První písemná zmínka o kapli pochází z konce 10. století, kdy sem přišli kanovníci, kteří dříve působili při kostele svatého Bartoloměje. Ti museli opustit svůj kostel v roce 965 po příchodu bretaňských mnichů, kteří s sebou přinesli ostatky svatého Magloira.
Ve 12. století se kaple nacházela poblíž královského paláce, ale do jeho opevnění byla zahrnuta až ve 14. století. Příležitostně se používala pro křest francouzských princů jako např. Filipa Augusta, kterého pokřtil Maurice de Sully dne 22. srpna 1165.
Za starého režimu sloužila bratrstvu a cechu cukrářů a také veliteli královské hlídky. Kaple byla stržena v roce 1784.